# Cornelio Bentivoglio
Cornelio Bentivoglio, född 1668 i Ferrara, död 1732, var en italiensk kardinal.
Bentivoglio var en tid påvlig nuntie i Frankrike. Han gynnade i hög grad konster och vetenskaper och författade smärre dikter.